# 줄리아노 다 마이아노
줄리아노 다 마이아노(Giuliano da Maiano, 1432년경~1490년 10월 17일)는 이탈리아의 건축가, 인타르시아(나무 상감 세공) 장인, 조각가이다. 동생 베네데토 다 마이아노와 자주 협업했다.

## 생애
그는 피에솔레 근처 마이아노 마을에서 태어났으며, 석공이었던 아버지가 가족과 함께 피렌체로 이주해 석재 공방을 운영했다. 조르조 바사리에 따르면 그의 아버지는 건축용 몰딩과 석재 장식을 제작하는 작업장을 꾸려 일했다고 한다. 줄리아노는 어릴 때부터 재능을 보였고, 아버지는 그를 공증인으로 키우고자 했지만, 결국 조각과 디자인에 대한 재능이 우위를 차지했다. 그의 첫 디자인 작업은 1463년부터 1465년까지 동생 베네데토와 함께 피렌체 대성당 신 성구실 장식의 인타르시아(상감 세공)를 위한 것이었으며, 이때 줄리아노는 프리즈에 푸티와 화환을 새긴 목재 부조를 조각했다. 그는 베네데토와 함께 베키오궁에서도 작업했는데, 특히 8각형 구획으로 된 천장과 베네데토의 응접실(Sala d'Audienza)에 있는 흰 대리석 문틀, 두첸토 홀(Sala dei Dugento)의 마루케트리, 질리오 홀(Sala del Giglio)의 작업 등이 있다. 1480년에는 프라토 대성당을 위해 형제 베네데토, 조반니와 함께 마돈나 델리 올리보(Madonna dell'Olivo) 성체함을 완성했다.

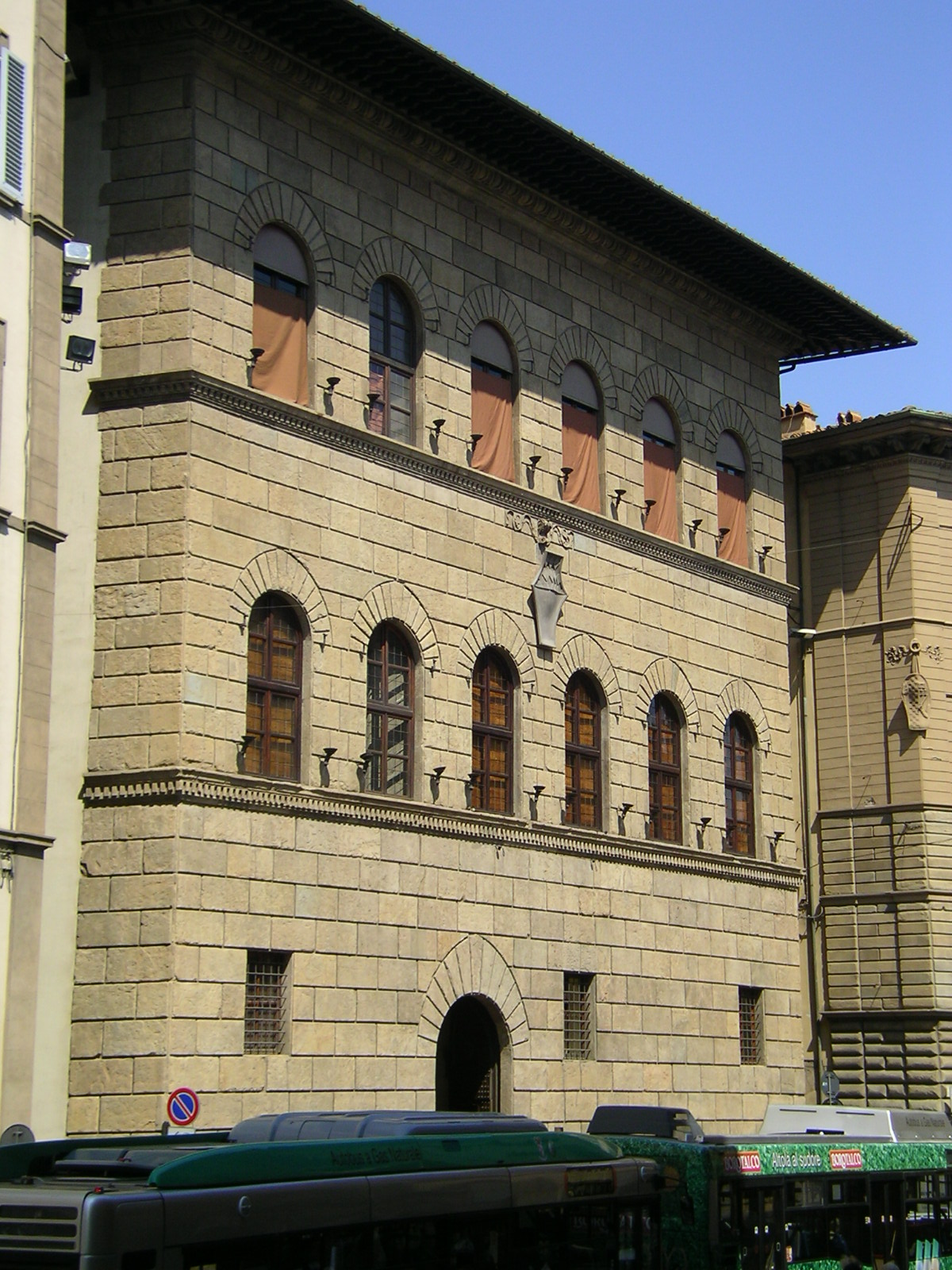
팔라초 안티노리

건축가로서 그는 파치 가문의 사실상 전속 건축가로 활동하며, 자코포 데 파치를 위해 파치 궁전(Palazzo Pazzi, 1462~1472)을 재건했다. 스트로치 가문을 위해서는 팔라초 델로 스트로치노에 팔라초 메디치 리카르디를 본뜬 귀족층을 증축했는데, 지하층은 미켈로초가 시작했던 것이다(1456년경). 그는 또한 팔라초 안티노리(1465~1469)의 건축가로 자주 언급된다. 시에나에서는 알베르티의 팔라초 루첼라이와 미켈로초의 팔라초 메디치 리카르디 양식을 따른 정교한 러스티케이션(facade rustication) 외벽과 쌍둥이 아치형 창문으로 장식된 팔라초 스파노키에스키(Palazzo Spannocchieschi, 1475년경)를 지었다. 피렌체와 시에나 중간에 위치한 산지미냐노에서는 동생 베네데토와 협업하여 산타 마리아 성당을 확장하고 산타 피나 예배당을 건축했다. 아레초에서는 베네데토가 산타 마리아 델레 그라치에의 주랑 현관을 건축하는 동안, 줄리아노는 바디아 수도원의 회랑을 지었다.
피에솔레의 바디아(Badia)는 1486~1487년 비비에나 외곽에 세운 브루넬레스키 양식의 산타 마리아 델 사소 성당 설계에 영향을 주었으며, 이곳에서 장인들은 줄리아노에게 서명을 요청하며 비용 청구서를 제출한 기록이 남아 있다. 산 마르코 수도사들이 책임을 맡았지만, 메디치 가문이 후원했으며, 건축 중에도 성당의 문장(stemma)이 그려졌던 것으로 보아, 실제 비용은 로렌초 데 메디치가 부담했을 것으로 추정된다. 성당의 이름이 유래된 그 바위는 성모 마리아가 발현한 장소로, 성당의 돔이 있는 교차부 바닥을 뚫고 솟아오르고 있다. 줄리아노가 만든 섬세한 돔형 천개가 이 신성한 장소를 나타내고 보호하고 있다.
그의 명성은 로마, 로레토(산타 카사 성당), 파엔차(파엔차 대성당, 1474~1486년), 레카나티 등 여러 도시에서의 의뢰를 불러왔고, 레카나티에서는 로렌초의 명을 받아 추기경 안토니오 자코모 베니에르(Cardinal Anton Giacomo Venier)를 위해 팔라초 베니에르를 건축했다. 그는 마르케 지역의 다른 도시에서도 활동했다.

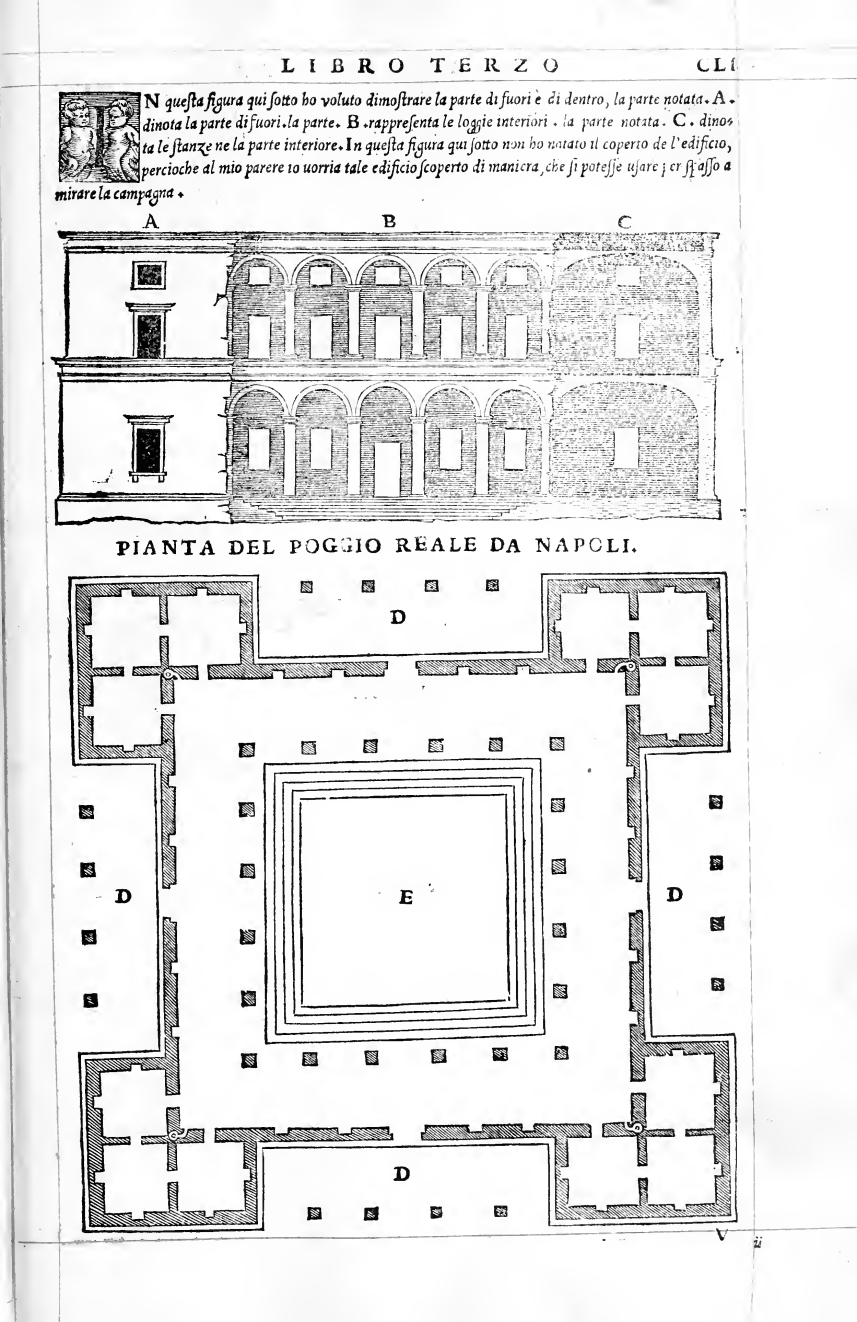
포지오 레알레 별장의 평면도

무엇보다도 그는 1487년부터 나폴리에서 활동했는데, 당시 칼라브리아 공작이었던 알폰소 2세가 포지오 레알레 별장(Villa di Poggio Reale, 1487~1488, 현재는 철거됨) 작업을 맡겼다. 줄리아노는 또한 카스텔로 인근 원형 탑 사이에 위치한 대리석 포르타 카푸아나를 세웠다. 이 문은 코린토스식 기둥과 정교한 조각 장식이 포함된 개선문 형태를 취하고 있으며, 카스텔로의 살라 그란데(Sala Grande)에서는 안팎으로 문 위에 부조를 조각했다(바사리 기록).
그는 1490년 나폴리에서 사망했으며, 그의 장례식에는 알폰소가 조문객들을 보냈다.
그는 구비오 공국 궁전(Ducal Palace in Gubbio)에 있는 인타르시아로 꾸민 ‘스투디오로(Studiolo)’라는 목조 방으로도 유명하다.